# Provincie Cosenza
Cosenza (Provincia di Cosenza) je italská provincie v oblasti Kalábrie. Sousedí na severu s provinciemi Potenza a Matera a na jihu s provinciemi Catanzaro a Crotone. Její břehy omývá na západě Tyrrhenské moře a na východě Jónské moře.

## Okolní provincie
| Růžice kompasu |                   | Potenza   | Matera  | Růžice kompasu |
| Růžice kompasu | Sever             |           |         | Růžice kompasu |
| Růžice kompasu | Provincie Cosenza |           |         | Růžice kompasu |
| Růžice kompasu | Jih               |           |         | Růžice kompasu |
| Růžice kompasu |                   | Catanzaro | Crotone | Růžice kompasu |